# Crimes contra a honra
O capítulo do Código Penal Brasileiro que trata dos Crimes contra a honra trata dos crimes que atentam contra a honra subjetiva ou a honra objetiva, seja ofensa a dignidade pessoal ou a fama profissional, retirando do indivíduo seu direito ao respeito pessoal. Neste capítulo estão tipificadas a calúnia, a difamação e a injúria.
São crimes cometidos utilizando qualquer meio de comunicação que faça transmitir uma ofensa, entre os quais podemos citar a televisão, a internet, o telefone, a ofensa feita diretamente. Igualmente pode a agressão ser feita por palavras, gestos, barulhos (como a imitação de animais) etc.
Os Tribunais brasileiros ainda não pacificaram a questão da ofensa por omissão, como é o caso, por exemplo, do político que deixa de apertar a mão de oponente que lhe oferece gesto de boa-vontade.

## Objeto jurídico
A intenção de difamar ou injuriandi (injuriar).
Os crimes contra a honra visam proteger o sentimento de auto-estima que a pessoa tem em relação a si mesma, a chamada honra subjetiva e o conceito que a pessoa goza perante a comunidade na qual está inserida, a chamada honra objetiva.
Os efeitos podem ser sentidos apenas na vida pessoal do ofendido bem como ter reflexos em sua reputação profissional.
Existe divergência quanto à disponibilidade deste bem jurídico. No Brasil predomina a tese de que a honra é bem disponível, de modo que a consentimento do ofendido excluiria o crime.
Para a Escola Alemã todos os direitos inerentes à personalidade são indisponíveis, ressalvando, contudo, que o direito de defender a honra seria efetivamente disponível, condicionando qualquer ação penal à representação do ofendido.

## Animus diffamandi vel injuriandi
É o elemento subjetivo do injusto, e, pelo entendimento dominante no Direito brasileiro, exige a existência de dolo específico de ofender.
Desta forma, não será crime contra a honra se o agente desejava simplesmente fizer uma piada (animus jocandi), vontade de repreender (animus corrigendi) ou qualquer outro desejo que não o de ofender.
Existem teorias mais modernas que caracterizam o crime contra a honra mesmo havendo apenas dolo genérico, na medida em que o indivíduo teria o direito de não ver-se ofendido, seja por brincadeira, por motivo didático ou por qualquer outra finalidade. Esta teoria, contudo, não predomina na jurisprudência ou doutrina brasileiras.

## Sujeito passivo
Existem 3 correntes doutrinárias sobre quem pode ser sujeito passivo, mas todas concordam que todo ser humano pode ser vítima deste crime, inclusive aqueles que tenham sido desonrados ou que tenham dúbia reputação em sua comunidade.
A divergência existe quanto às pessoas jurídicas e grupos organizados.
A corrente mais antiga sustenta que pessoas jurídicas não têm honra, e, portanto, não poderiam ser vítimas destes crimes. Esta corrente está aparentemente superada pelo novo código civil brasileiro que em seu art. 52 confere à pessoa jurídica a proteção ao direito da personalidade.
A segunda corrente, com mais aceitação nos Tribunais brasileiros, reconhece que a pessoa jurídica, embora não tenha auto-estima, tem honra objetiva e uma reputação a zelar, sendo, portanto, uma potencial vítima de crimes contra a honra.
Uma terceira corrente surgiu com a tese de que a ofensa contra uma pessoa jurídica é punível na medida em que lesa a honra das pessoas que a fundaram e que compõe sua estrutura. Assim, embora o agente tenha transmitido ofensa contra uma pessoa jurídica, as vítimas seriam os sócios.

## Formas de aumento de pena
nos termos do art. 141 do CPB será qualificado o crime contra a honra cometido:
- contra o presidente da república ou contra chefe de governo estrangeiro;
- contra funcionário público, desde que a ofensa seja cometida em razão de suas funções;
- na presença de várias pessoas, ou cometido de forma a facilitar a divulgação da ofensa;
- contra pessoa maior de 60 anos de idade ou portadora de deficiência, exceto no caso de injúria;
- mediante paga ou promessa de recompensa;

## Excludentes especiais de ilicitude
Nos termos do art. 142 do CP a difamação e a injúria podem ter sua aplicação prejudicada pela existência de imunidades de opinião, na medida em que estas justificariam a ação do agente.
Entre as imunidades de opinião encontramos a imunidade judiciária, referente às acusações feitas em Juízo; a imunidade de crítica, referente às opiniões dadas em veículos de comunicação, sempre e quando estas não sejam excessivamente ofensivas; e a imunidade funcional, que engloba o funcionário público que por seu dever emite opiniões por ventura desfavoráveis.
É importante frisar que estas justificativas não englobam aqueles que divulgam ou dão excessiva publicidade às opiniões desfavoráveis emitidas pelos agentes.

## Extinção da punibilidade
Tanto na calúnia como na difamação haverá extinção da punibilidade se o agente fizer uma retratação. Esta deve ser completa, satisfatória e incondicional, reconhecendo o agente seu erro.
É ato unilateral, pessoal e que independe da anuência do ofendido, devendo ser realizada até a publicação da sentença de primeiro grau, sendo que após este momento a retratação perde sua eficácia como forma de extinção da punibilidade.

## Pedido de explicações
No art. 144 do CPB o legislador inclui o pedido de explicações. Este procedimento é o adotado quando o ofendido não tiver certeza sobre a ofensa. Algumas palavras ou gestos podem deixar margem para interpretação, e o ofendido pode procurar o Judiciário para obter maiores explicações.
Responderá por crime contra a honra se as ofensas forem confirmadas ou se o Juiz julgar que as explicações não foram satisfatórias.

## Ação penal
Em regra, são crimes de persecução privada.
Não serão crimes de ação penal privada somente quando ocorrer uma injúria real (via de fato) que gere lesão corporal leve ou culposa (neste caso, condicionado à representação do ofendido); injúria real acompanhada de lesões corporais graves ou gravíssimas; se a vítima for o Presidente da República, chefe de governo estrangeiro ou funcionário público no exercício de sua função.
Com a Lei nº. 12.033/09 a hipótese de Injúria Racial passou a integrar o parágrafo único do dispositivo que determina as exceções. Ou seja, a ação penal nos crimes de injúria qualificada por discriminação passou a ser pública condicionada (com representação da vítima). Agora, portanto, são 3 as exceções à regra: 1) crime praticado contra a honra do Presidente da República ou de chefe de governo estrangeiro; 2) crime praticado contra a honra de funcionário público em razão de suas funções; e 3) injúria qualificada - utilização de elementos referentes à raça, cor, etnia, religião, origem ou à condição de pessoa idosa ou portadora de deficiência. Embora o CPB não tenha sido modificado e a redação do parágrafo único do artigo 145 continue a mesma, a Lei nº. 12.033/09 modificou a forma de ação penal dos crimes de injúria qualificada com a intenção de combater este tipo de preconceito.

## O Comportamento na Jurisprudência Brasileira[1]
A jurisprudência é um termo jurídico, que tem como significado o composto das decisões, aplicações e interpretações das leis. A jurisprudência possui papel fundamental no Direito brasileiro para interpretar e aplicar as normas. Depois de um Tribunal definir seu entendimento a respeito de um tema, os demais julgadores o utilizarão como balizador para suas decisões que versem sobre aquela mesma matéria. Dessa forma, os julgamentos se tornam mais uniformes, e constituem uma segurança jurídica, já que a lei pode admitir uma interpretação ampla, e com esse mecanismo as partes já terão uma noção prévia de como poderá ser o desfecho do caso. Dessa maneira, ela reflete o entendimento dos tribunais quando abordados diferentes assuntos.
No caso dos crimes contra a honra, há diferentes entendimentos no enquadramento das condutas dentro da sociedade brasileira e dos Tribunais. Dos possíveis crimes cometidos por parlamentares, até a imunidade profissional adquirida por advogados e advogadas, firmam-se entendimentos que asseguram o direito à livre expressão e/ou limitam essa prática.

Crimes contra a honra 
Os crimes contra a honra estão especificados no Capítulo V do Código Penal brasileiro, os quais se dividem em: calúnia, difamação e injúria. A calúnia e a difamação são crimes contra a honra objetiva, ou seja, que atingem a reputação do indivíduo perante a sociedade. Já a injúria afeta a honra subjetiva, ou seja, o sentimento de respeito pessoal. A calúnia consiste em acusar alguém (inclui-se, também, calúnia contra os mortos), de maneira pública, a autoria de um crime. Aqueles que estiverem cientes da falsa imputação e, ainda assim, a propagarem também serão penalizados. A pena, de acordo com o Art. 138 do CP, é detenção de seis meses a dois anos. Imputar a alguém um fato que seja ofensivo à sua reputação se enquadra como difamação, desde que o fato não constitua crime. Não é relevante se o fato é verdadeiro ou não; entretanto, tratando-se de funcionário público e a ofensa tiver relação com o exercício de suas funções, designa-se uma exceção da verdade. A pena prevista no Art. 139 do CP, é detenção de três meses a um ano, ou multa.
O Art. 143 do CP determina que fica isento de pena o réu que antes da sentença se retrate cabalmente da calúnia ou da difamação. Nas situações onde meios de comunicação foram utilizados, a retratação deverá ser feita, se assim for a vontade do ofendido, pelos mesmos meios que se praticou a ofensa.
A injúria pode ser definida, basicamente, como um xingamento. De acordo com o Art. 140 do CP, ocorre quando um indivíduo dirige a outro algo desonroso e que ofende a sua dignidade. Nesse caso não é necessário que terceiros tomem ciência da ofensa, pois se trata de um dano que fere a honra subjetiva do cidadão. A pena é detenção de um a seis meses, e multa. Quando o ofendido provocou a injúria ou caso tenha respondido imediatamente com outra injúria, o juiz pode deixar de aplicar a pena.
Não se configura crime de injúria ou difamação, como dito no Art. 142 do CP,  “I - a ofensa irrogada em juízo, na discussão da causa, pela parte ou por seu procurador; II - a opinião desfavorável da crítica literária, artística ou científica, salvo quando inequívoca a intenção de injuriar ou difamar; III - o conceito desfavorável emitido por funcionário público, em apreciação ou informação que preste no cumprimento de dever do ofício.” Contudo, se tratando dos incisos I e III, responderá pela injúria ou difamação aquele que lhe dar publicidade.
Caso a injúria consista em violência ou vias de fato que se considerem aviltantes, a pena prevista é de detenção de três meses a um ano, e multa, como também a pena correspondente à violência. Na situação onde a injúria envolve elementos referentes a raça, cor, etnia, religião, origem ou a condição de pessoa idosa ou portadora de deficiência, a pena presumida é reclusão de um a três anos e multa.
O Art. 144 do CP dispõe que “se, de referências, alusões ou frases, se infere calúnia, difamação ou injúria, quem se julga ofendido pode pedir explicações em juízo. Aquele que se recusa a dá-las ou, a critério do juiz, não as dá satisfatórias, responde pela ofensa.”

Animus caluniandi, diffamandi vel injuriandi
Nos crimes contra a honra, o tipo penal não se constitui apenas no elemento formal, também é necessário o elemento subjetivo, a intenção do agressor de agir com a finalidade orientada de gerar dano. É necessário que o elemento subjetivo seja analisado em juízo para que se comprove o dolo, pois em sua ausência, como nos fatos praticados com animus jocandi, animus narrandi, animus corrigendi, animus defendendi, animus consulendi, não há crime.
A jurisprudência brasileira1 definiu como tese que para a configuração de crime contra a honra é preciso a demonstração mínima do intento positivo e deliberado de ofender a honra alheia, ou seja, dolo específico, também denominado animus caluniandi, diffamandi vel injuriandi.

Exceção da verdade
A exceção da verdade é a possibilidade de provar que o fato imputado, considerado como falso pelo autor da queixa-crime, deveras aconteceu. Segundo Guilherme de Souza Nucci, "Trata-se de um incidente processual, que é uma questão secundária refletida sobre o processo principal, merecendo solução antes da decisão da causa ser proferida. É uma forma de defesa indireta, através da qual o acusado de ter praticado calúnia pretende provar a veracidade do que alegou, demonstrando ser realmente autor de fato definido como crime o pretenso ofendido. Em regra, pode o réu ou querelado assim agir porque se trata de interesse público apurar quem é o verdadeiro autor do crime.”  (Código Penal comentado, p. 719).
A exceptio veritatis é capaz de ser acolhida seja qual for a circunstância, fora as que são protegidas pelo  art. 138, CP.§ 3º, I, II e III,. No caso este mesmo elucida que se: constituindo o fato imputado crime de ação privada, o ofendido não foi condenado por sentença irrecorrível;se o fato é imputado a qualquer das pessoas indicadas no nº I do art. 141; e  se do crime imputado, embora de ação pública, o ofendido foi absolvido por sentença irrecorrível.

Descaracterização do elemento subjetivo
Acerca da descaracterização do elemento subjetivo ,especificamente dos tipos penais determinadores dos crimes contra honra, é possível concluir que as expressões contumeliosas agem como agentes, quando ditas em ocasião de descontrole, similarmente no exercício do direito de crítica ou de censura profissional. Expressões essas que em primeiro momento poder condizer com um crime contra a honra, principalmente o de injúria.
Existe a possibilidade de que em situações de estresse palavras sejam ditas em uma entonação, rude, mas não com a intenção de proferir uma injúria e do mesmo modo, a questão da crítica e da censura profissionais que se mantém segura de  arguições criminosas, pois não tem a intenção de ofender a honra, como nos casos explicitados no Art. 142 do Código Penal.

A Imunidade parlamentar material
Sendo uma das garantias mais importantes positivadas pela Constituição Federal de 1988, a imunidade parlamentar material cede a voz aos parlamentares sem que se preocupem com as implicações de suas falas, desde que seguidos alguns requisitos. Em virtude de uma Constituição que garante direitos, é uma imunidade que veio para deixar no passado a mordaça imposta pela ditadura, e ainda, possibilitar a livre expressão para os/as representantes do povo, sendo regida pelo artigo 53 da Constituição Federal de 1988 que dispõe: “Os Deputados e Senadores são invioláveis, civil e penalmente, por quaisquer de suas opiniões, palavras e votos”. Essa imunidade, contudo, como verificado nas jurisprudências, segue um requisito. Esse requisito diz respeito à necessidade que existe das palavras do ou da parlamentar estarem conectadas com o exercício de suas funções. Ou seja, deve haver um fio que ligue a declaração com o trabalho desempenhado.
Um grande exemplo disso foi o caso entre o então Deputado Federal Jair Bolsonaro (PP-RJ) e a Deputada Federal Maria do Rosário (PT-RS). No caso em questão, Bolsonaro ofendeu a deputada em pleno plenário quando davam uma entrevista e proferiu as seguintes palavras: “Não te estupro porque você não merece”. O caso ganhou repercussão nacional e repercutiu também no Judiciário. Em ação movida pela Deputada Federal Maria do Rosário, o deputado, que hoje é presidente, recorreu ao STF alegando a “imunidade parlamentar”, entre outras alegações. Assim, o STF afastou essa possibilidade e manteve a decisão que obrigava o deputado a indenizar a ofendida pelos danos morais causados, uma vez que suas declarações em nada tinham a ver com o exercício de sua função enquanto deputado, além de extrapolarem o que se espera da postura de um Deputado Federal, representante do povo e que deve primar pelo respeito.

A imunidade em favor do advogado  
Dispõe o art. 7º, § 2º da lei 8.096/94 que o advogado estará protegido pela imunidade para exercer seu trabalho sem que suas declarações sejam vinculadas aos crimes de injúria ou difamação quando as declarações do profissional forem no sentido do pleno exercício de sua profissão, podendo ocorrer dentro ou fora de seu local de trabalho, ou de onde se opera o direito. Todavia, esse dispositivo não abrange os crimes de calúnia, que ofendem a honra enquanto cidadão, imputando-lhe fato definido como crime. Nesse sentido, algumas observações devem ser feitas se observados os comportamentos dos Tribunais que se firmaram ao longo da história. Em primeiro lugar, esse dispositivo contido na Lei 8.096/94 não permite que advogados desacatem autoridades, pois, de acordo com o julgamento da Ação Direta de Inconstitucionalidade n° 1127, a abrangência para esse delito pela referida lei seria inconstitucional.
Em segundo lugar, é fato que deve haver um limite entre o que é digno de imunidade e o que não é. O próprio Estatuto da Ordem dos Advogados do Brasil já prevê que, em casos que o/a advogado(a) ultrapassar os limites do que é de fato necessário, podem haver sanções disciplinares. Ou seja, no que se refere aos crimes de injúria e difamação, os dispositivos existentes mantêm a proteção ao advogado no livre exercício de sua profissão desde que resguardadas as devidas condutas éticas do profissional, mas não garantem o mesmo tratamento para os crimes de calúnia.